# Pavane Records
Pavane Records is een Belgisch onafhankelijk platenlabel voor klassieke muziek. Het is een onderdeel van "La boite à musique", een platenwinkel op de Koudenberg in Brussel, nabij BOZAR (vroeger was die gevestigd in het gebouw van BOZAR zelf). Het werd opgericht door Antoine ridder de Wouters d'Oplinter, lid van de familie de Wouters, die zelf optrad als producent en zijn initialen gebruikte voor de nummering van de platen (ADWxxxx). Het wordt sedert enige jaren geleid door Bertrand ridder de Wouters d'Oplinter.
Het repertoire van Pavane Records bestaat voornamelijk uit werken voor solo-instrument en kamermuziek. Belgische componisten en, meestal jonge, Belgische uitvoerders vormen een belangrijk deel van de productie. Pavane Records heeft ook vele opnamen gemaakt met laureaten van de Koningin Elisabethwedstrijd waaronder de pianisten Cyprien Katsaris, Pierre-Alain Volondat, Youri Egorov en Alexander Melnikov en de violisten Rudolf Werthen en Liviu Prunaru. Ook harpiste Susanna Mildonian heeft een aantal cd's voor Pavane Records opgenomen. Dirk Brossé (als dirigent) en Jan Van Landeghem (als uitvoerder en componist) zijn ook op Pavane Records vertegenwoordigd. 
"Musica Ficta" is een recent opgestart sublabel van Pavane Records voor oude muziek (tot de 17e eeuw). Onder meer sopraan Céline Scheen, bas Dirk Snellings, tenor Stephan Van Dyck en harpiste en teorbespeelster Christina Pluhar zijn daarop vertegenwoordigd.